# تشاكشت (إدويلون)
تشاكشت هو دُوَّار يقع بجماعة زڭموزن، إقليم تارودانت، جهة سوس ماسة في المملكة المغربية. ينتمي الدوّار لمشيخة إدويلون التي تضم 13 دوار. يقدر عدد سكانه بـ 400 نسمة حسب الإحصاء الرسمي للسكان والسكنى لسنة 2004.

## روابط خارجية
- البوابة الوطنية للجماعات الترابية نسخة محفوظة 12 مارس 2018 على موقع واي باك مشين.
- المندوبية السامية للتخطيط